# Theluveligaa
Theluveligaa, più comunemente detta Thelu Veliga, è un'isola delle Maldive situata a sudovest dell'atollo di Ari, amministrativamente nell'atollo Alif Dhaal.
Isola mai abitata e di dimensioni abbastanza ristrette, è dal 2015 occupata dal resort Drift Retreat Thelu Veliga, di proprietà maldiviana.